# بنك لاتفيا
بنك لاتفيا (باللاتفية: Latvijas Banka)‏هو البنك المركزي في لاتفيا. وهو أحد المؤسسات العامة الرئيسية في البلاد ويؤدي وظائف اقتصادية على النحو المنصوص عليه في القانون. تأسس في عام 1922 وأصبح المصدر الوحيد للعملة في لاتفيا في عام 1927. أصبح جزءً من البنك المركزي الأوروبي عندما اعتمدت لاتفيا اليورو في الأول من يناير 2014. حتى ذلك الحين، كان البنك مسؤولاً عن العملة الوطنية السابقة في لاتفيا وهي اللاتس.
الهدف الرئيسي لبنك لاتفيا هو تنظيم العملة المتداولة من خلال تنفيذ السياسة النقدية للحفاظ على استقرار الأسعار في لاتفيا. تقع إدارة بنك لاتفيا في العاصمة ريغا. تبدأ سنته المالية في 1 يناير وتنتهي في 31 ديسمبر.

## أنظر أيضا
- اقتصاد لاتفيا
- لاتس لاتفيا
- البنك المركزي الأوروبي